# Funisciurus
Funisciurus — рід гризунів з родини вивіркових триби Protoxerini. Вони зустрічаються лише у західній та центральній Африці.

## Характеристики
Це малі та спритні тварини, хутро яких зазвичай має червонувато-коричневий та чорний візерунок. Іноді у них є жовтувато-коричневі плями. Деякі види мають поздовжні смуги на спині, схожі як у неспоріднених бурундуків. Низ завжди білий. Довжина тіла становить від 15 до 25 см, залежно від виду, плюс хвіст від 10 до 20 см.

## Спосіб життя
Про їхній спосіб життя відомо мало. Ці тварини шукають горіхи, насіння та фрукти, а іноді їдять комах або пташині яйця. Вони будують гнізда з рослинного матеріалу на гілках дерев і вирощують в середньому двох дитинчат.